# Lestrem
Lestrem és un municipi francès situat al departament del Pas de Calais i a la regió dels Alts de França. L'any 2007 tenia 3.943 habitants.

## Demografia

### Població
El 2007 la població de fet de Lestrem era de 3.943 persones. Hi havia 1.380 famílies de les quals 252 eren unipersonals (72 homes vivint sols i 180 dones vivint soles), 412 parelles sense fills, 636 parelles amb fills i 80 famílies monoparentals amb fills.
La població ha evolucionat segons el següent gràfic:
Habitants censats

### Habitatges
El 2007 hi havia 1.469 habitatges, 1.395 eren l'habitatge principal de la família, 12 eren segones residències i 62 estaven desocupats. 1.412 eren cases i 51 eren apartaments. Dels 1.395 habitatges principals, 1.167 estaven ocupats pels seus propietaris, 210 estaven llogats i ocupats pels llogaters i 18 estaven cedits a títol gratuït; 24 tenien una cambra, 43 en tenien dues, 84 en tenien tres, 304 en tenien quatre i 940 en tenien cinc o més. 1.184 habitatges disposaven pel capbaix d'una plaça de pàrquing. A 556 habitatges hi havia un automòbil i a 725 n'hi havia dos o més.

### Piràmide de població
La piràmide de població per edats i sexe el 2009 era:
| Homes | Edats   | Dones |
| ----- | ------- | ----- |
| 0     | 95 o +  | 8     |
| 0     | 90 a 94 | 32    |
| 16    | 85 a 89 | 60    |
| 12    | 80 a 84 | 16    |
| 36    | 75 a 79 | 60    |
| 36    | 70 a 74 | 64    |
| 60    | 65 a 69 | 64    |
| 60    | 60 a 64 | 104   |
| 76    | 55 a 59 | 56    |
| 164   | 50 a 54 | 148   |
| 136   | 45 a 49 | 132   |
| 160   | 40 a 44 | 124   |
| 152   | 35 a 39 | 136   |
| 156   | 30 a 34 | 156   |
| 72    | 25 a 29 | 104   |
| 108   | 20 a 24 | 72    |
| 204   | 15 a 19 | 196   |
| 212   | 10 a 14 | 136   |
| 136   | 5 a 9   | 156   |
| 108   | 0 a 4   | 104   |

## Economia
El 2007 la població en edat de treballar era de 2.608 persones, 1.862 eren actives i 746 eren inactives. De les 1.862 persones actives 1.726 estaven ocupades (963 homes i 763 dones) i 136 estaven aturades (62 homes i 74 dones). De les 746 persones inactives 225 estaven jubilades, 284 estaven estudiant i 237 estaven classificades com a «altres inactius».

### Ingressos
El 2009 a Lestrem hi havia 1.491 unitats fiscals que integraven 4.223,5 persones, la mediana anual d'ingressos fiscals per persona era de 19.454 €.

### Activitats econòmiques
Dels 148 establiments que hi havia el 2007, 1 era d'una empresa extractiva, 4 d'empreses alimentàries, 2 d'empreses de coc i refinatge, 1 d'una empresa de fabricació de material elèctric, 14 d'empreses de fabricació d'altres productes industrials, 27 d'empreses de construcció, 24 d'empreses de comerç i reparació d'automòbils, 10 d'empreses de transport, 8 d'empreses d'hostatgeria i restauració, 1 d'una empresa d'informació i comunicació, 11 d'empreses financeres, 12 d'empreses immobiliàries, 10 d'empreses de serveis, 16 d'entitats de l'administració pública i 7 d'empreses classificades com a «altres activitats de serveis».
Dels 35 establiments de servei als particulars que hi havia el 2009, 1 era una oficina de correu, 1 una oficina bancària, 1 funerària, 3 tallers de reparació d'automòbils i de material agrícola, 3 autoescoles, 1 paleta, 3 guixaires pintors, 2 fusteries, 6 lampisteries, 4 electricistes, 1 empresa de construcció, 3 perruqueries, 3 restaurants, 2 agències immobiliàries i 1 saló de bellesa.
Dels 6 establiments comercials que hi havia el 2009, 2 eren fleques, 2 carnisseries i 2 floristeries.
L'any 2000 a Lestrem hi havia 48 explotacions agrícoles que ocupaven un total de 1.596 hectàrees.

## Equipaments sanitaris i escolars
L'únic equipament sanitari que hi havia el 2009 era una farmàcia.
El 2009 hi havia 1 escola maternal i 2 escoles elementals.

## Poblacions més properes
El següent diagrama mostra les poblacions més properes.